# Forci (Iliade)
Forci (o Forcine) è un personaggio della mitologia greca ed un condottiero frigio che, insieme al fratello Ascanio, partecipò alla guerra di Troia come alleato del re Priamo.

## Mitologia
Nell'Iliade, Forci figura insieme ad Ascanio come capo delle forze giunte a Troia dalla Frigia. Il loro legame parentale non è esplicitato da Omero. 
Forci e le sue truppe raggiunsero Troia quando ormai volgeva al termine il nono anno del conflitto. Omero esalta l'atteggiamento bellicoso dei due fratelli, i quali fremevano di entrare in battaglia. 

Forci fu ucciso da Aiace Telamonio durante la battaglia per la contesa delle spoglie di Patroclo.
Il padre di Forci è chiamato Fenope da Omero, mentre prende il nome di Aretaone nella Biblioteca  di Apollodoro.
Il regno dei due fratelli non doveva raggiungere le vaste proporzioni della Frigia classica; la zona descritta da Omero è localizzata all'incirca nell'area del Lago Ascanio e lungo il corso settentrionale del fiume Sangario. Precisamente, Forci e Ascanio governavano l'Ascania, regione dell'Anatolia nord occidentale, forse nella Bitinia.